# パース天文台

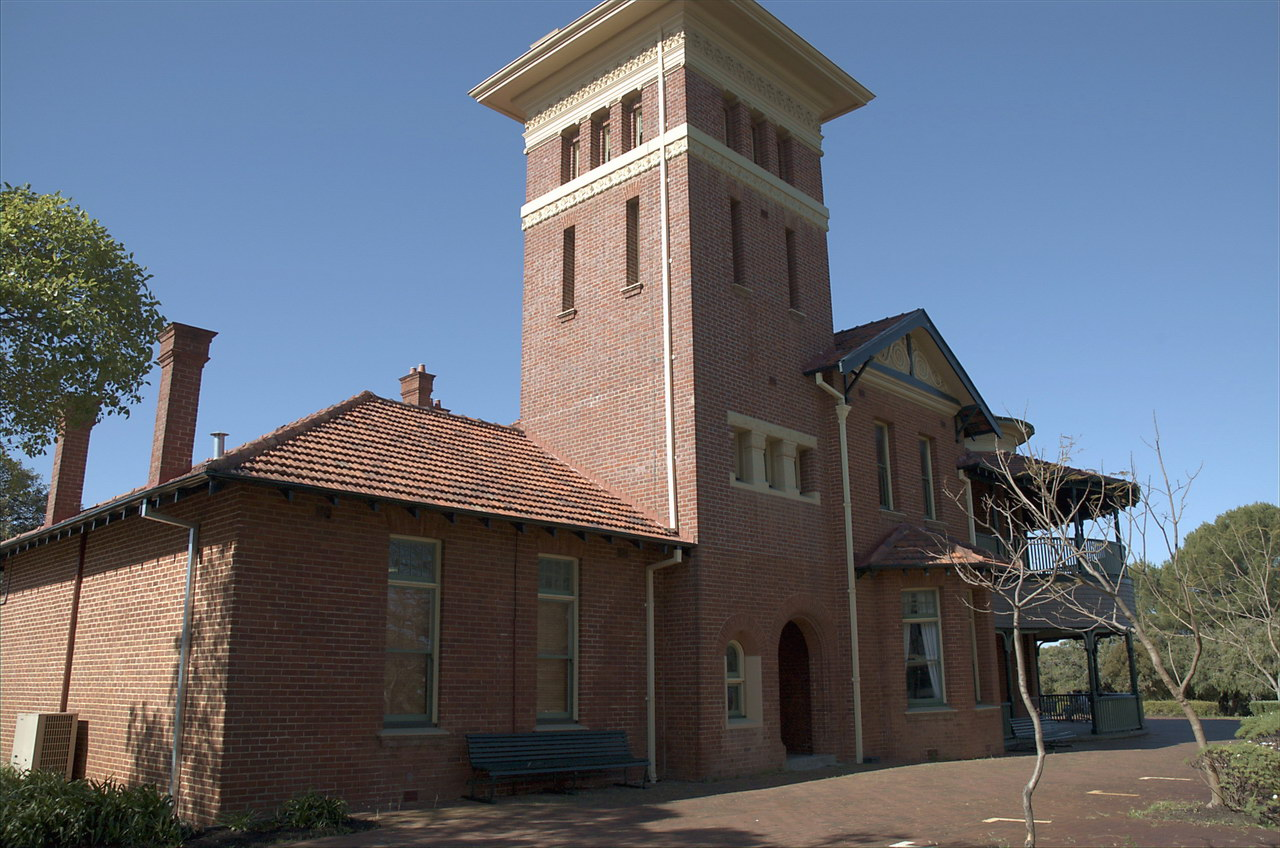
エリザ山の旧パース天文台。 George Temple-Pooleにより設計された。

パース天文台(Perth Observatory)はオーストラリア、西オーストラリア州のビクリーにある天文台である。
最初の天文台は1896年に建築され、1900年に最初の西オーストラリア州首相ジョン・フォレストによって、開所式が行われた。パースを見下ろすエリザ山に建設され、当初の業務は西オーストラリア州の基準時の管理と気象データの収集であった。
1960年代にパースの街の光害からダーリング崖（ダーリング山脈）のGungin山の現在の場所に移動した。600,000ドルの費用をかけた新しい天文台は1966年に開所した。
現在、地球近傍小惑星追跡に加わっており、29個の番号登録された小惑星の発見者がパース天文台として小惑星センターから発表されている。なお、小惑星(3953)のパース (小惑星)は、この天文台に因んで命名された。

## 外部リンク

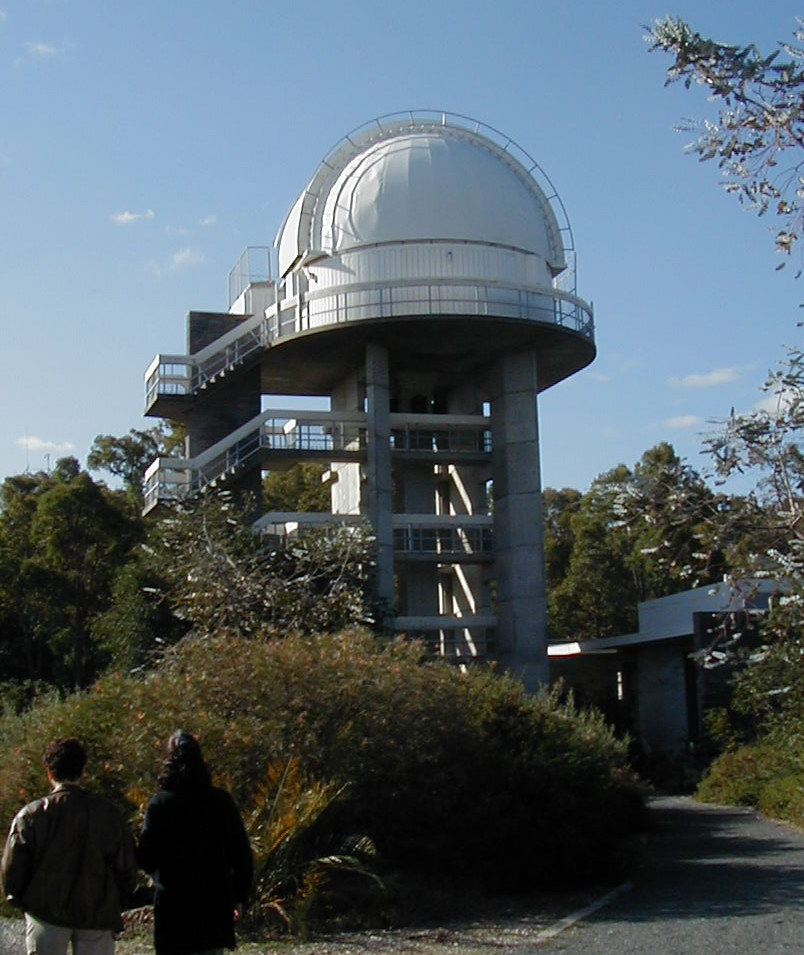
Perth Observatory 61 cm telescope dome at Bickley.